# Per Mertesacker
Per Mertesacker (Hannover, 29 settembre 1984) è un dirigente sportivo ed ex calciatore tedesco, di ruolo difensore, responsabile del settore giovanile dell'Arsenal.
Con la nazionale tedesca si è laureato Campione del mondo nel 2014.

## Biografia
Mertesacker è cresciuto a Pattensen, nella regione di Hannover, dove ha frequentato la Ernst-Reuter-Schule fino alla decima classe elementare. Si è diplomato alla Carl-Friedrich-Gauß-Schule di Hemmingen.
Per Mertesacker ha una relazione con la giocatrice di pallamano Ulrike Stange dall'estate del 2008. Il 24 aprile 2011 è nato un figlio. Nel giugno 2013, la coppia si è sposata al castello di Marienburg nella città natale di Mertesacker, Pattensen (regione di Hannover). Il 20 maggio 2014 è diventato padre di un altro figlio.
Il 27 marzo 2015 Mertesacker ha ricevuto la cittadinanza onoraria dalla città di Pattensen.
Nel maggio 2018 è stata pubblicata la sua autobiografia "Campione del mondo senza talento: la mia vita, la mia carriera", scritta con Raphael Honigstein.
Insieme al suo ex compagno di squadra all'SV Werder Bremen, Clemens Fritz, Mertesacker gestisce una società immobiliare.

## Caratteristiche tecniche
Giocava come difensore centrale, e i suoi 198 cm gli consentivano di essere un ottimo colpitore di testa. Spesso si avvaleva della propria forza fisica per fermare gli avversari, oltre ad avere un buon tempismo quando entrava in tackle e a intercettare i palloni avversari, oltre a essere dotato di un buon gioco posizionale che gli consentivano di sopperire ai propri limiti atletici. Era dotato di una buona tecnica di base, che gli consentiva di impostare il gioco dalla difesa.

## Carriera

### Giocatore

#### Club

##### Hannover 96
Inizia a giocare nell'Hannover 96, in cui si distingue come atleta corretto, essendo ammonito solo sporadicamente. Gioca con il club tedesco per 3 anni (dal 2003 al 2006) con cui realizza 7 gol in 74 partite disputate.

##### Werder Brema

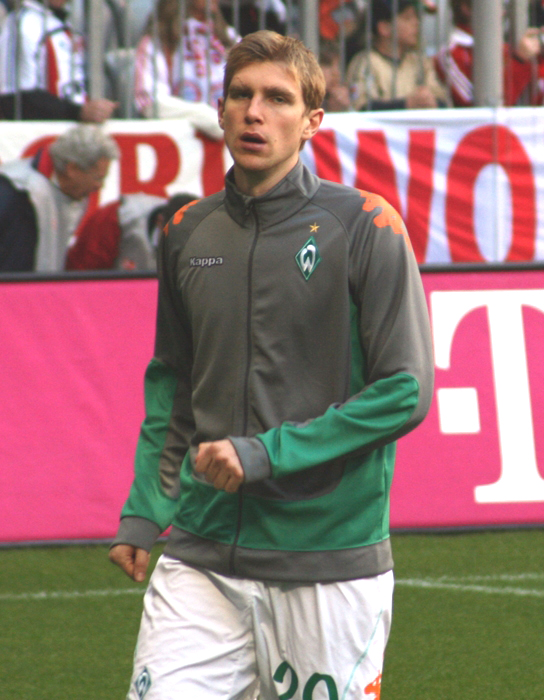
Mertesacker al Werder Brema nel 2007

Nell'agosto 2006 si trasferisce al Werder Brema per 5 milioni di euro più il cartellino di Fahrenhorst, dopo una buona prestazione al campionato del mondo 2006 con la Nazionale tedesca. Mertesacker disputa la prima stagione da titolare giocando 25 partite e segnando 2 gol in campionato (35 presenze e 4 gol in totale). Il resto degli anni gioca sempre da titolare totalizzando molte presenze in tutte le stagioni disputate a Brema. In questi anni si fa conoscere per le sue ottime abilità nel contrasto, nella scivolata e nel colpo di testa, anche se è molto lento nella corsa. Si fa notare anche per le grandi doti nei passaggi: ne compie ben 46,3 per partita con l'82% di successo.
Nella stagione 2008-2009 vince con il Werder Brema la Coppa nazionale, battendo in finale il Bayer Leverkusen per 1-0 con un gol del compagno di reparto Naldo, e arriva in finale di UEFA Europa League contro lo Šachtar, perdendo però ai supplementari per 2-1. L'anno successivo arrivano di nuovo in finale di DFB-Pokal ma perdono per 4-0 conto il Bayern Monaco; terminano inoltre terzi in campionato. Mertesacker conclude la militanza con il Werder Brema, durata 5 stagioni, avendo giocato in totale 212 gare e segnato 16 gol.

##### Arsenal
Il 31 agosto 2011 viene acquistato dall'Arsenal. Il 2 ottobre seguente tocca quota 300 presenze totali coi club in occasione di Tottenham Hotspur-Arsenal 2-1. Nella prima stagione con la maglia della squadra londinese scende in campo in 27 occasioni, senza mai andare in gol.
Nella stagione 2012-2013 diventa un pezzo importantissimo della squadra allenata da Arsène Wenger. Il 17 novembre 2012 arriva il suo primo gol in Premier League e con la maglia dell'Arsenal in occasione del North London Derby vinto dai Gunners per 5-2, partita in cui è suo il gol del momentaneo 1-1. Il 20 aprile 2013 segna il gol decisivo sul campo del Fulham nella partita vinta per 1-0 proprio grazie al suo gol. Conclude la stagione con 44 presenze e 3 gol tutti in Premier League. 

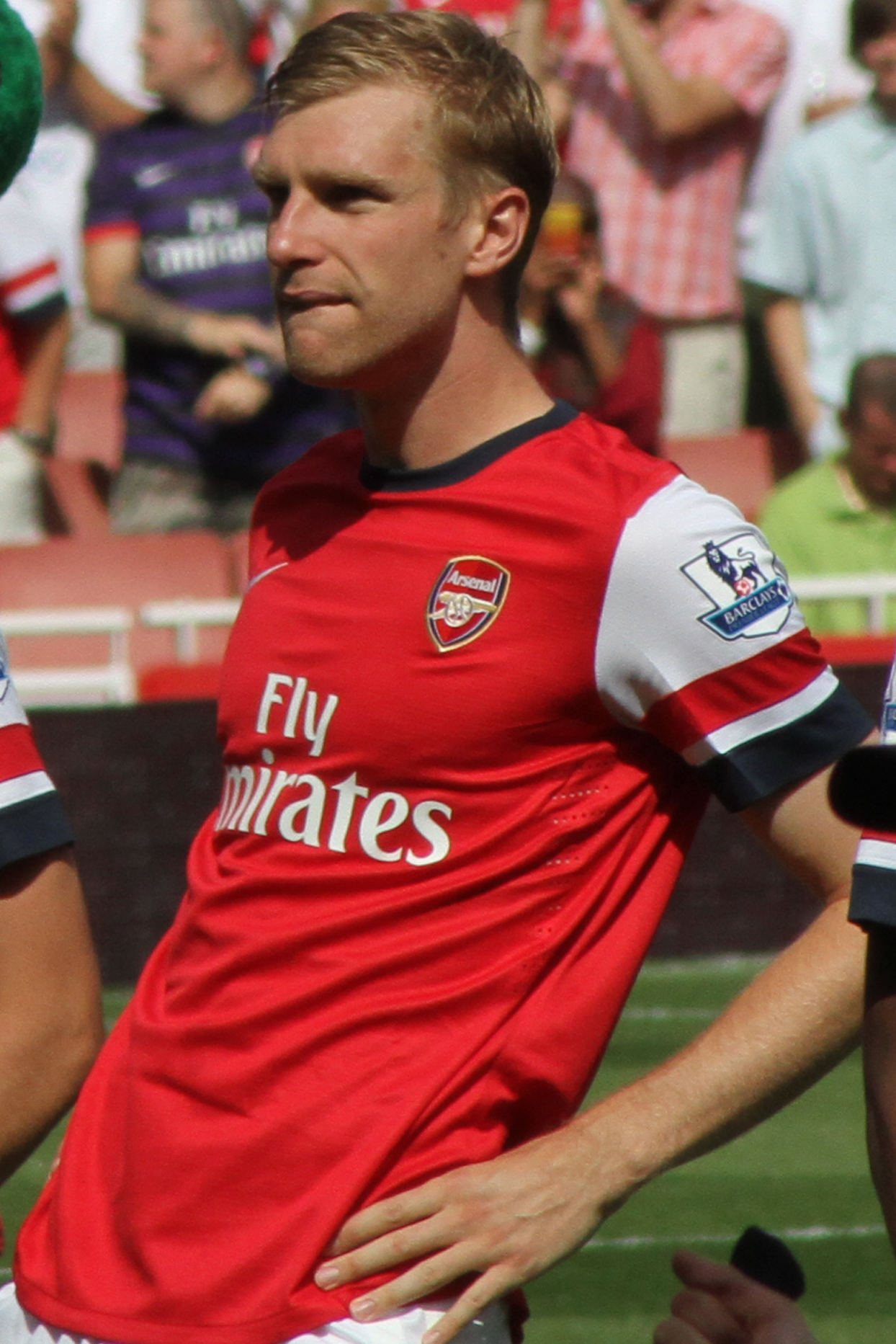
Mertesacker all'Arsenal nel 2012

Inizia la stagione 2013-2014 con un gol nella sfida vinta 3-1 dai Gunners contro lo Stoke City. Il 23 novembre 2013 regala un assist ad Olivier Giroud nella partita vinta per 2-0 contro il Southampton. Il secondo gol stagionale arriva nella sconfitta per 6-3 sul campo del Manchester City in occasione della 16ª giornata di Premier League. Il 13 gennaio 2014 gioca la sua centesima partita con la maglia dell'Arsenal, tra campionato, Champions League e coppe nazionali, nella partita vinta 2-1 sul campo dell'Aston Villa.
Il 30 maggio 2015, indossando la fascia da capitano, segna il gol del 3-0 nella finale di FA Cup vinta dall'Arsenal 4-0 sull'Aston Villa. Infortunatosi in un'amichevole precampionato salta l'intera stagione 2016-2017, rientrando solamente nel secondo tempo dell'ultima partita di campionato contro l'Everton. Il 27 maggio, come già due anni prima, guida da capitano la squadra alla conquista della FA Cup, battendo in finale il Chelsea di Antonio Conte.

#### Nazionale
Nel settembre 2004 viene convocato per la prima volta in nazionale dal commissario tecnico Jürgen Klinsmann per la partita del 9 ottobre 2004 contro l'Iran, a Teheran. All'età di 19 anni è stato uno degli esordienti più giovani nella storia della nazionale tedesca.
Ha fatto parte della squadra tedesca presente al Mondiale 2006 come nazione ospitante, ma non ha potuto giocare la finale per il 3º posto a causa di un infortunio subito durante la semifinale contro l'Italia. Nell'estate del 2008 fa parte della squadra che partecipa al Campionato europeo in Svizzera ed Austria e nel 2010 partecipa al Mondiale in Sudafrica da titolare vincendo il bronzo.
Convocato per il Mondiale 2014, il 13 luglio 2014 si laurea campione del mondo dopo la vittoria in finale sull'Argentina per 1-0, ottenuta grazie al goal decisivo di Götze durante i tempi supplementari. In seguito al Mondiale 2014 annuncia il proprio ritiro dalla nazionale tedesca.

### Dopo il ritiro
Dopo il ritiro entra nello staff che guida il settore giovanile dell'Arsenal. Nell'autunno 2019 è assistente di Fredrik Ljungberg, chiamato ad allenare ad interim la prima squadra.

## Fuori dal calcio
Nel novembre 2006, Mertesacker ha istituito la "Per Mertesacker Stiftung", inizialmente per sostenere la famiglia del suo ex compagno di squadra dell'Hannover e della Germania Robert Enke, che aveva appena perso la sua giovane figlia diversi mesi prima. Dopo il suicidio di Enke ha iniziato a concentrarsi sul fornire sostegno a coloro che soffrono di depressione e da allora ha ampliato la sua attività includendo bambini svantaggiati ed emarginati, in particolare quelli provenienti dal contesto immigratorio, nella sua nativa Hannover. Dal 2007, la fondazione organizza partite di calcio di beneficenza annuali che hanno visto protagonisti i compagni di squadra della nazionale e di club di Mertesacker Philipp Lahm, Lukas Podolski e Tomáš Rosický, così come il comico Oliver Pocher, i Fury in the Slaughterhous con il suo membro Rainer Schumann e la leggenda tedesca dell'hockey su ghiaccio Uwe Krupp. T-shirt e felpe con la scritta "Big Fucking German" – il canto dei tifosi dell'Arsenal per lui e un'opera teatrale sul romanzo di Roald Dahl Il GGG – sono tra gli articoli venduti per raccogliere fondi per l'ente.
Mertesacker è comproprietario dell'agenzia immobiliare CP Immobilien GmbH di Hannover con il suo compagno di squadra della nazionale e del Werder Bremen Clemens Fritz. Il duo ha avviato l'impresa commerciale nel 2012 mentre pianificava il suo ritiro dal calcio.

## Statistiche

### Presenze e reti nei club
Statistiche aggiornate al 7 gennaio 2018.
| Stagione            | Squadra             | Campionato          | Campionato | Campionato | Coppe nazionali | Coppe nazionali | Coppe nazionali | Coppe continentali | Coppe continentali | Coppe continentali | Altre coppe | Altre coppe | Altre coppe | Totale | Totale |
| Stagione            | Squadra             | Comp                | Pres       | Reti       | Comp            | Pres            | Reti            | Comp               | Pres               | Reti               | Comp        | Pres        | Reti        | Pres   | Reti   |
| ------------------- | ------------------- | ------------------- | ---------- | ---------- | --------------- | --------------- | --------------- | ------------------ | ------------------ | ------------------ | ----------- | ----------- | ----------- | ------ | ------ |
| 2003-2004           | Hannover 96         | BL                  | 13         | 0          | CG              | 1               | 0               | -                  | -                  | -                  | -           | -           | -           | 14     | 0      |
| 2004-2005           | Hannover 96         | BL                  | 31         | 2          | CG              | 4               | 1               | -                  | -                  | -                  | -           | -           | -           | 35     | 3      |
| 2005-2006           | Hannover 96         | BL                  | 30         | 5          | CG              | 3               | 0               | -                  | -                  | -                  | -           | -           | -           | 33     | 5      |
| Totale Hannover 96  | Totale Hannover 96  | Totale Hannover 96  | 74         | 7          |                 | 8               | 1               |                    |                    |                    |             |             |             | 82     | 8      |
| 2006-2007           | Werder Brema        | BL                  | 25         | 2          | CG              | 0               | 0               | UCL+CU             | 5+5                | 1+1                | -           | -           | -           | 35     | 4      |
| 2007-2008           | Werder Brema        | BL                  | 32         | 1          | CG              | 3               | 0               | UCL                | 7+4                | 0+0                | SG          | 1           | 0           | 47     | 1      |
| 2008-2009           | Werder Brema        | BL                  | 23         | 2          | CG              | 3               | 1               | UCL+CU             | 6+7                | 1+0                | -           | -           | -           | 39     | 4      |
| 2009-2010           | Werder Brema        | BL                  | 33         | 5          | CG              | 6               | 0               | UEL                | 12                 | 0                  | -           | -           | -           | 51     | 5      |
| 2010-2011           | Werder Brema        | BL                  | 30         | 2          | CG              | 2               | 0               | UCL                | 7                  | 0                  | -           | -           | -           | 39     | 2      |
| giu.-ago. 2011      | Werder Brema        | BL                  | 4          | 0          | CG              | 0               | 0               | -                  | -                  | -                  | -           | -           | -           | 4      | 0      |
| Totale Werder Brema | Totale Werder Brema | Totale Werder Brema | 147        | 12         |                 | 14              | 1               |                    | 53                 | 3                  |             | 1           | 0           | 215    | 16     |
| ago. 2011-2012      | Arsenal             | PL                  | 21         | 0          | FACup+CdL       | 1+0             | 0               | UCL                | 5                  | 0                  | -           | -           | -           | 27     | 0      |
| 2012-2013           | Arsenal             | PL                  | 34         | 3          | FACup+CdL       | 3+1             | 0               | UCL                | 6                  | 0                  | -           | -           | -           | 44     | 3      |
| 2013-2014           | Arsenal             | PL                  | 35         | 2          | FACup+CdL       | 6+1             | 1+0             | UCL                | 8+2                | 0                  | -           | -           | -           | 52     | 3      |
| 2014-2015           | Arsenal             | PL                  | 35         | 0          | FACup+CdL       | 4+0             | 2+0             | UCL                | 8+1                | 0                  | CS          | -           | -           | 48     | 2      |
| 2015-2016           | Arsenal             | PL                  | 24         | 0          | FACup+CdL       | 4+2             | 0+0             | UCL                | 6                  | 0                  | CS          | 1           | 0           | 36     | 0      |
| 2016-2017           | Arsenal             | PL                  | 1          | 0          | FACup+CdL       | 1+0             | 0+0             | UCL                | 0                  | 0                  |             | -           | -           | 2      | 0      |
| 2017-2018           | Arsenal             | PL                  | 5          | 1          | FACup+CdL       | 1+1             | 1+0             | UEL                | 3                  | 0                  | CS          | 1           | 0           | 11     | 2      |
| Totale Arsenal      | Totale Arsenal      | Totale Arsenal      | 155        | 6          |                 | 21              | 4               |                    | 39                 | 0                  |             | 2           | 0           | 221    | 10     |
| Totale carriera     | Totale carriera     | Totale carriera     | 376        | 25         |                 | 43              | 7               |                    | 92                 | 3                  |             | 3           | 0           | 518    | 35     |

### Cronologia presenze e reti in nazionale
| Cronologia completa delle presenze e delle reti in nazionale ― Germania | Cronologia completa delle presenze e delle reti in nazionale ― Germania | Cronologia completa delle presenze e delle reti in nazionale ― Germania | Cronologia completa delle presenze e delle reti in nazionale ― Germania | Cronologia completa delle presenze e delle reti in nazionale ― Germania | Cronologia completa delle presenze e delle reti in nazionale ― Germania | Cronologia completa delle presenze e delle reti in nazionale ― Germania | Cronologia completa delle presenze e delle reti in nazionale ― Germania |
| Data                                                                    | Città                                                                   | In casa                                                                 | Risultato                                                               | Ospiti                                                                  | Competizione                                                            | Reti                                                                    | Note                                                                    |
| ----------------------------------------------------------------------- | ----------------------------------------------------------------------- | ----------------------------------------------------------------------- | ----------------------------------------------------------------------- | ----------------------------------------------------------------------- | ----------------------------------------------------------------------- | ----------------------------------------------------------------------- | ----------------------------------------------------------------------- |
| 9-10-2004                                                               | Teheran                                                                 | Iran                                                                    | 0 – 2                                                                   | Germania                                                                | Amichevole                                                              | -                                                                       | 81’                                                                     |
| 17-11-2004                                                              | Lipsia                                                                  | Germania                                                                | 3 – 0                                                                   | Camerun                                                                 | Amichevole                                                              | -                                                                       |                                                                         |
| 16-12-2004                                                              | Yokohama                                                                | Giappone                                                                | 0 – 3                                                                   | Germania                                                                | Amichevole                                                              | -                                                                       |                                                                         |
| 21-12-2004                                                              | Bangkok                                                                 | Thailandia                                                              | 1 – 5                                                                   | Germania                                                                | Amichevole                                                              | -                                                                       |                                                                         |
| 9-2-2005                                                                | Düsseldorf                                                              | Germania                                                                | 2 – 2                                                                   | Argentina                                                               | Amichevole                                                              | -                                                                       |                                                                         |
| 4-6-2005                                                                | Belfast                                                                 | Irlanda del Nord                                                        | 1 – 4                                                                   | Germania                                                                | Amichevole                                                              | -                                                                       |                                                                         |
| 8-6-2005                                                                | Mönchengladbach                                                         | Germania                                                                | 2 – 2                                                                   | Russia                                                                  | Amichevole                                                              | -                                                                       |                                                                         |
| 15-6-2005                                                               | Francoforte                                                             | Germania                                                                | 4 – 3                                                                   | Australia                                                               | Conf. Cup 2005 - 1º turno                                               | 1                                                                       |                                                                         |
| 18-6-2005                                                               | Colonia                                                                 | Tunisia                                                                 | 0 – 3                                                                   | Germania                                                                | Conf. Cup 2005 - 1º turno                                               | -                                                                       |                                                                         |
| 21-6-2005                                                               | Norimberga                                                              | Argentina                                                               | 2 – 2                                                                   | Germania                                                                | Conf. Cup 2005 - 1º turno                                               | -                                                                       |                                                                         |
| 25-6-2005                                                               | Norimberga                                                              | Germania                                                                | 2 – 3                                                                   | Brasile                                                                 | Conf. Cup 2005 - Semifinale                                             | -                                                                       |                                                                         |
| 29-6-2005                                                               | Lipsia                                                                  | Germania                                                                | 4 – 3 dts                                                               | Messico                                                                 | Conf. Cup 2005 - Finale 3º posto                                        | -                                                                       |                                                                         |
| 17-8-2005                                                               | Rotterdam                                                               | Paesi Bassi                                                             | 2 – 2                                                                   | Germania                                                                | Amichevole                                                              | -                                                                       | 66’                                                                     |
| 3-9-2005                                                                | Bratislava                                                              | Slovacchia                                                              | 2 – 0                                                                   | Germania                                                                | Amichevole                                                              | -                                                                       |                                                                         |
| 7-9-2005                                                                | Brema                                                                   | Germania                                                                | 4 – 2                                                                   | Sudafrica                                                               | Amichevole                                                              | -                                                                       |                                                                         |
| 8-10-2005                                                               | Istanbul                                                                | Turchia                                                                 | 2 – 1                                                                   | Germania                                                                | Amichevole                                                              | -                                                                       |                                                                         |
| 12-10-2005                                                              | Amburgo                                                                 | Germania                                                                | 1 – 0                                                                   | Cina                                                                    | Amichevole                                                              | -                                                                       | 45’                                                                     |
| 12-11-2005                                                              | Saint-Denis                                                             | Francia                                                                 | 0 – 0                                                                   | Germania                                                                | Amichevole                                                              | -                                                                       |                                                                         |
| 1-3-2006                                                                | Firenze                                                                 | Italia                                                                  | 4 – 1                                                                   | Germania                                                                | Amichevole                                                              | -                                                                       | 45’                                                                     |
| 22-3-2006                                                               | Dortmund                                                                | Germania                                                                | 4 – 1                                                                   | Stati Uniti                                                             | Amichevole                                                              | -                                                                       |                                                                         |
| 27-5-2006                                                               | Friburgo                                                                | Germania                                                                | 7 – 0                                                                   | Lussemburgo                                                             | Amichevole                                                              | -                                                                       | 46’                                                                     |
| 30-5-2006                                                               | Leverkusen                                                              | Germania                                                                | 2 – 2                                                                   | Giappone                                                                | Amichevole                                                              | -                                                                       |                                                                         |
| 2-6-2006                                                                | Mönchengladbach                                                         | Germania                                                                | 3 – 0                                                                   | Colombia                                                                | Amichevole                                                              | -                                                                       |                                                                         |
| 9-6-2006                                                                | Monaco di Baviera                                                       | Germania                                                                | 4 – 2                                                                   | Costa Rica                                                              | Mondiali 2006 - 1º turno                                                | -                                                                       |                                                                         |
| 14-6-2006                                                               | Dortmund                                                                | Germania                                                                | 1 – 0                                                                   | Polonia                                                                 | Mondiali 2006 - 1º turno                                                | -                                                                       |                                                                         |
| 20-6-2006                                                               | Berlino                                                                 | Ecuador                                                                 | 0 – 3                                                                   | Germania                                                                | Mondiali 2006 - 1º turno                                                | -                                                                       |                                                                         |
| 24-6-2006                                                               | Monaco di Baviera                                                       | Germania                                                                | 2 – 0                                                                   | Svezia                                                                  | Mondiali 2006 - Ottavi di finale                                        | -                                                                       |                                                                         |
| 30-6-2006                                                               | Berlino                                                                 | Germania                                                                | 1 – 1 dts (4 – 2 dtr)                                                   | Argentina                                                               | Mondiali 2006 - Quarti di finale                                        | -                                                                       |                                                                         |
| 4-7-2006                                                                | Dortmund                                                                | Germania                                                                | 0 – 2 dts                                                               | Italia                                                                  | Mondiali 2006 - Semifinale                                              | -                                                                       |                                                                         |
| 7-2-2007                                                                | Düsseldorf                                                              | Germania                                                                | 3 – 1                                                                   | Svizzera                                                                | Amichevole                                                              | -                                                                       |                                                                         |
| 24-3-2007                                                               | Praga                                                                   | Rep. Ceca                                                               | 1 – 2                                                                   | Germania                                                                | Qual. Euro 2008                                                         | -                                                                       |                                                                         |
| 2-6-2007                                                                | Norimberga                                                              | Germania                                                                | 6 – 0                                                                   | San Marino                                                              | Qual. Euro 2008                                                         | -                                                                       |                                                                         |
| 6-6-2007                                                                | Amburgo                                                                 | Germania                                                                | 2 – 1                                                                   | Slovacchia                                                              | Qual. Euro 2008                                                         | -                                                                       |                                                                         |
| 22-8-2007                                                               | Londra                                                                  | Inghilterra                                                             | 1 – 2                                                                   | Germania                                                                | Amichevole                                                              | -                                                                       |                                                                         |
| 8-9-2007                                                                | Cardiff                                                                 | Galles                                                                  | 0 – 2                                                                   | Germania                                                                | Qual. Euro 2008                                                         | -                                                                       |                                                                         |
| 13-10-2007                                                              | Dublino                                                                 | Irlanda                                                                 | 0 – 0                                                                   | Germania                                                                | Qual. Euro 2008                                                         | -                                                                       |                                                                         |
| 17-10-2007                                                              | Monaco di Baviera                                                       | Germania                                                                | 0 – 3                                                                   | Rep. Ceca                                                               | Qual. Euro 2008                                                         | -                                                                       |                                                                         |
| 17-11-2007                                                              | Hannover                                                                | Germania                                                                | 4 – 0                                                                   | Cipro                                                                   | Qual. Euro 2008                                                         | -                                                                       |                                                                         |
| 21-11-2007                                                              | Francoforte                                                             | Germania                                                                | 0 – 0                                                                   | Galles                                                                  | Qual. Euro 2008                                                         | -                                                                       |                                                                         |
| 6-2-2008                                                                | Vienna                                                                  | Austria                                                                 | 0 – 3                                                                   | Germania                                                                | Amichevole                                                              | -                                                                       |                                                                         |
| 26-3-2008                                                               | Basilea                                                                 | Svizzera                                                                | 0 – 4                                                                   | Germania                                                                | Amichevole                                                              | -                                                                       |                                                                         |
| 27-5-2008                                                               | Kaiserslautern                                                          | Germania                                                                | 2 – 2                                                                   | Bielorussia                                                             | Amichevole                                                              | -                                                                       |                                                                         |
| 31-5-2008                                                               | Gelsenkirchen                                                           | Germania                                                                | 2 – 1                                                                   | Serbia                                                                  | Amichevole                                                              | -                                                                       | 45’                                                                     |
| 8-6-2008                                                                | Klagenfurt                                                              | Germania                                                                | 2 – 0                                                                   | Polonia                                                                 | Euro 2008 - 1º turno                                                    | -                                                                       |                                                                         |
| 12-6-2008                                                               | Klagenfurt                                                              | Croazia                                                                 | 2 – 1                                                                   | Germania                                                                | Euro 2008 - 1º turno                                                    | -                                                                       |                                                                         |
| 16-6-2008                                                               | Vienna                                                                  | Austria                                                                 | 0 – 1                                                                   | Germania                                                                | Euro 2008 - 1º turno                                                    | -                                                                       |                                                                         |
| 19-6-2008                                                               | Basilea                                                                 | Portogallo                                                              | 2 – 3                                                                   | Germania                                                                | Euro 2008 - Quarti di finale                                            | -                                                                       |                                                                         |
| 25-6-2008                                                               | Basilea                                                                 | Germania                                                                | 3 – 2                                                                   | Turchia                                                                 | Euro 2008 - Semifinale                                                  | -                                                                       |                                                                         |
| 29-6-2008                                                               | Vienna                                                                  | Germania                                                                | 0 – 1                                                                   | Spagna                                                                  | Euro 2008 - Finale                                                      | -                                                                       |                                                                         |
| 11-10-2008                                                              | Dortmund                                                                | Germania                                                                | 2 – 1                                                                   | Russia                                                                  | Qual. Mondiali 2010                                                     | -                                                                       |                                                                         |
| 15-10-2008                                                              | Mönchengladbach                                                         | Germania                                                                | 1 – 0                                                                   | Galles                                                                  | Qual. Mondiali 2010                                                     | -                                                                       |                                                                         |
| 19-11-2008                                                              | Berlino                                                                 | Germania                                                                | 1 – 2                                                                   | Inghilterra                                                             | Amichevole                                                              | -                                                                       |                                                                         |
| 11-2-2009                                                               | Düsseldorf                                                              | Germania                                                                | 0 – 1                                                                   | Norvegia                                                                | Amichevole                                                              | -                                                                       | 45’                                                                     |
| 28-3-2009                                                               | Lipsia                                                                  | Germania                                                                | 4 – 0                                                                   | Liechtenstein                                                           | Qual. Mondiali 2010                                                     | -                                                                       |                                                                         |
| 1-4-2009                                                                | Cardiff                                                                 | Galles                                                                  | 0 – 2                                                                   | Germania                                                                | Qual. Mondiali 2010                                                     | -                                                                       |                                                                         |
| 12-8-2009                                                               | Baku                                                                    | Azerbaigian                                                             | 0 – 2                                                                   | Germania                                                                | Qual. Mondiali 2010                                                     | -                                                                       |                                                                         |
| 9-9-2009                                                                | Hannover                                                                | Germania                                                                | 4 – 0                                                                   | Azerbaigian                                                             | Qual. Mondiali 2010                                                     | -                                                                       |                                                                         |
| 10-10-2009                                                              | Mosca                                                                   | Russia                                                                  | 0 – 1                                                                   | Germania                                                                | Qual. Mondiali 2010                                                     | -                                                                       |                                                                         |
| 18-11-2009                                                              | Gelsenkirchen                                                           | Germania                                                                | 2 – 2                                                                   | Costa d'Avorio                                                          | Amichevole                                                              | -                                                                       |                                                                         |
| 3-3-2010                                                                | Monaco di Baviera                                                       | Germania                                                                | 0 – 1                                                                   | Argentina                                                               | Amichevole                                                              | -                                                                       |                                                                         |
| 29-5-2010                                                               | Budapest                                                                | Ungheria                                                                | 0 – 3                                                                   | Germania                                                                | Amichevole                                                              | -                                                                       |                                                                         |
| 3-6-2010                                                                | Francoforte sul Meno                                                    | Germania                                                                | 3 – 1                                                                   | Bosnia ed Erzegovina                                                    | Amichevole                                                              | -                                                                       |                                                                         |
| 13-6-2010                                                               | Durban                                                                  | Germania                                                                | 4 – 0                                                                   | Australia                                                               | Mondiali 2010 - 1º turno                                                | -                                                                       |                                                                         |
| 18-6-2010                                                               | Port Elizabeth                                                          | Germania                                                                | 0 – 1                                                                   | Serbia                                                                  | Mondiali 2010 - 1º turno                                                | -                                                                       |                                                                         |
| 23-6-2010                                                               | Johannesburg                                                            | Ghana                                                                   | 0 – 1                                                                   | Germania                                                                | Mondiali 2010 - 1º turno                                                | -                                                                       |                                                                         |
| 27-6-2010                                                               | Bloemfontein                                                            | Germania                                                                | 4 – 1                                                                   | Inghilterra                                                             | Mondiali 2010 - Ottavi di finale                                        | -                                                                       |                                                                         |
| 3-7-2010                                                                | Città del Capo                                                          | Argentina                                                               | 0 – 4                                                                   | Germania                                                                | Mondiali 2010 - Quarti di finale                                        | -                                                                       |                                                                         |
| 7-7-2010                                                                | Durban                                                                  | Germania                                                                | 0 – 1                                                                   | Spagna                                                                  | Mondiali 2010 - Semifinale                                              | -                                                                       |                                                                         |
| 10-7-2010                                                               | Port Elizabeth                                                          | Uruguay                                                                 | 2 – 3                                                                   | Germania                                                                | Mondiali 2010 - Finale 3º posto                                         | -                                                                       |                                                                         |
| 3-9-2010                                                                | Bruxelles                                                               | Belgio                                                                  | 0 – 1                                                                   | Germania                                                                | Qual. Euro 2012                                                         | -                                                                       |                                                                         |
| 7-9-2010                                                                | Colonia                                                                 | Germania                                                                | 6 – 1                                                                   | Azerbaigian                                                             | Qual. Euro 2012                                                         | -                                                                       | 11’                                                                     |
| 8-10-2010                                                               | Berlino                                                                 | Germania                                                                | 3 – 0                                                                   | Turchia                                                                 | Qual. Euro 2012                                                         | -                                                                       |                                                                         |
| 12-10-2010                                                              | Astana                                                                  | Kazakistan                                                              | 0 – 3                                                                   | Germania                                                                | Qual. Euro 2012                                                         | -                                                                       |                                                                         |
| 9-2-2011                                                                | Dortmund                                                                | Germania                                                                | 1 – 1                                                                   | Italia                                                                  | Amichevole                                                              | -                                                                       |                                                                         |
| 26-3-2011                                                               | Kaiserslautern                                                          | Germania                                                                | 4 – 0                                                                   | Kazakistan                                                              | Qual. Euro 2012                                                         | -                                                                       |                                                                         |
| 6-9-2011                                                                | Danzica                                                                 | Polonia                                                                 | 2 – 2                                                                   | Germania                                                                | Amichevole                                                              | -                                                                       |                                                                         |
| 7-10-2011                                                               | Istanbul                                                                | Turchia                                                                 | 1 – 3                                                                   | Germania                                                                | Qual. Euro 2012                                                         | -                                                                       |                                                                         |
| 11-10-2011                                                              | Dortmund                                                                | Germania                                                                | 3 – 1                                                                   | Belgio                                                                  | Qual. Euro 2012                                                         | -                                                                       |                                                                         |
| 15-11-2011                                                              | Amburgo                                                                 | Germania                                                                | 3 – 0                                                                   | Paesi Bassi                                                             | Amichevole                                                              | -                                                                       |                                                                         |
| 26-5-2012                                                               | Basilea                                                                 | Svizzera                                                                | 5 – 3                                                                   | Germania                                                                | Amichevole                                                              | -                                                                       |                                                                         |
| 31-5-2012                                                               | Lipsia                                                                  | Germania                                                                | 2 – 0                                                                   | Israele                                                                 | Amichevole                                                              | -                                                                       |                                                                         |
| 7-9-2012                                                                | Hannover                                                                | Germania                                                                | 3 – 0                                                                   | Fær Øer                                                                 | Qual. Mondiali 2014                                                     | -                                                                       |                                                                         |
| 12-10-2012                                                              | Dublino                                                                 | Irlanda                                                                 | 1 – 6                                                                   | Germania                                                                | Qual. Mondiali 2014                                                     | -                                                                       |                                                                         |
| 16-10-2012                                                              | Berlino                                                                 | Germania                                                                | 4 – 4                                                                   | Svezia                                                                  | Qual. Mondiali 2014                                                     | 1                                                                       |                                                                         |
| 14-11-2012                                                              | Amsterdam                                                               | Paesi Bassi                                                             | 0 – 0                                                                   | Germania                                                                | Amichevole                                                              | -                                                                       |                                                                         |
| 6-2-2013                                                                | Saint-Denis                                                             | Francia                                                                 | 1 – 2                                                                   | Germania                                                                | Amichevole                                                              | -                                                                       |                                                                         |
| 22-3-2013                                                               | Astana                                                                  | Kazakistan                                                              | 0 – 3                                                                   | Germania                                                                | Qual. Mondiali 2014                                                     | -                                                                       |                                                                         |
| 26-3-2013                                                               | Norimberga                                                              | Germania                                                                | 4 – 1                                                                   | Kazakistan                                                              | Qual. Mondiali 2014                                                     | -                                                                       |                                                                         |
| 29-5-2013                                                               | Boca Raton                                                              | Germania                                                                | 4 – 2                                                                   | Ecuador                                                                 | Amichevole                                                              | -                                                                       | cap.                                                                    |
| 2-6-2013                                                                | Washington                                                              | Stati Uniti                                                             | 4 – 3                                                                   | Germania                                                                | Amichevole                                                              | -                                                                       | 46’                                                                     |
| 14-8-2013                                                               | Kaiserslautern                                                          | Germania                                                                | 3 – 3                                                                   | Paraguay                                                                | Amichevole                                                              | -                                                                       | 46’                                                                     |
| 6-9-2013                                                                | Monaco di Baviera                                                       | Germania                                                                | 3 – 0                                                                   | Austria                                                                 | Qual. Mondiali 2014                                                     | -                                                                       |                                                                         |
| 10-9-2013                                                               | Tórshavn                                                                | Fær Øer                                                                 | 0 – 3                                                                   | Germania                                                                | Qual. Mondiali 2014                                                     | 1                                                                       |                                                                         |
| 11-10-2013                                                              | Colonia                                                                 | Germania                                                                | 3 – 0                                                                   | Irlanda                                                                 | Qual. Mondiali 2014                                                     | -                                                                       |                                                                         |
| 19-11-2013                                                              | Londra                                                                  | Inghilterra                                                             | 0 – 1                                                                   | Germania                                                                | Amichevole                                                              | 1                                                                       | cap.                                                                    |
| 5-3-2014                                                                | Stoccarda                                                               | Germania                                                                | 1 – 0                                                                   | Cile                                                                    | Amichevole                                                              | -                                                                       |                                                                         |
| 1-6-2014                                                                | Mönchengladbach                                                         | Germania                                                                | 2 – 2                                                                   | Camerun                                                                 | Amichevole                                                              | -                                                                       | cap.                                                                    |
| 6-6-2014                                                                | Magonza                                                                 | Germania                                                                | 6 – 1                                                                   | Armenia                                                                 | Amichevole                                                              | -                                                                       |                                                                         |
| 16-6-2014                                                               | Salvador                                                                | Germania                                                                | 4 – 0                                                                   | Portogallo                                                              | Mondiali 2014 - 1º turno                                                | -                                                                       |                                                                         |
| 21-6-2014                                                               | Fortaleza                                                               | Germania                                                                | 2 – 2                                                                   | Ghana                                                                   | Mondiali 2014 - 1º turno                                                | -                                                                       |                                                                         |
| 26-6-2014                                                               | Recife                                                                  | Stati Uniti                                                             | 0 – 1                                                                   | Germania                                                                | Mondiali 2014 - 1º turno                                                | -                                                                       |                                                                         |
| 30-6-2014                                                               | Porto Alegre                                                            | Germania                                                                | 2 – 1 dts                                                               | Algeria                                                                 | Mondiali 2014 - Ottavi di finale                                        | -                                                                       |                                                                         |
| 8-7-2014                                                                | Belo Horizonte                                                          | Brasile                                                                 | 1 – 7                                                                   | Germania                                                                | Mondiali 2014 - Semifinale                                              | -                                                                       | 46’                                                                     |
| 13-7-2014                                                               | Rio de Janeiro                                                          | Germania                                                                | 1 – 0 dts                                                               | Argentina                                                               | Mondiali 2014 - Finale                                                  | -                                                                       | 120’                                                                    |
| Totale                                                                  |                                                                         | Presenze (11º posto)                                                    | 104                                                                     |                                                                         | Reti                                                                    | 4                                                                       |                                                                         |

## Palmarès

### Club
- Coppa di Lega tedesca: 1

Werder Brema: 2006
- Coppa di Germania: 1

Werder Brema: 2008-2009
- Supercoppa di Germania: 1

Werder Brema: 2009
- Coppa d'Inghilterra: 3

Arsenal: 2013-2014, 2014-2015, 2016-2017
- Community Shield: 3

Arsenal: 2014, 2015, 2017

### Nazionale
- Campionato mondiale: 1

Brasile 2014